# Psychotria denticulata
Psychotria denticulata är en måreväxtart som beskrevs av Nathaniel Wallich. Psychotria denticulata ingår i släktet Psychotria och familjen måreväxter. Inga underarter finns listade i Catalogue of Life.